# Thrake
Il Thema di Tracia  (in greco θέμα Θρᾴκης? o θέμα Θρᾳκῷον) fu uno dei themata dell'impero bizantino.

## Storia
Si ritiene tradizionalmente che il thema (all'epoca soprattutto un comando militare) fu istituito intorno al 680, come reazione alla minaccia bulgara. Tale teoria si basa sulla menzione di un certo patrikios Teodoro, Conte dell'Opsikion e hypostrategos di Tracia, nel 680/681. Tuttavia, non è chiaro se ciò implichi l'esistenza della Tracia come comando separato, con Teodoro ricoprente due cariche allo stesso tempo, o se la Tracia era aggregata amministrativamente all'Opsikion. Di fatto dei distinti strategoi di Tracia non sono attestati con certezza nelle fonti letterarie fino al 742, mentre i sigilli di strategoi più antichi rinvenuti risalgono all'VIII secolo. Inizialmente Adrianopoli era probabilmente il capoluogo del thema.
Sotto il regno dell'imperatrice Irene di Atene, verso la fine dell'VIII secolo, il thema fu suddiviso, con la parte occidentale che entrò a far parte del neoistituito thema di Macedonia. Da quel momento in poi, il capoluogo del thema divenne Arcadiopoli, con subordinati tourmarchai a Bizye e Sozopolis. Ne risulta attestato anche un altro, denominato tourmarches tes Thrakes ("di Tracia"), probabilmente da identificare con il vice dello strategos' ad Arcadiopoli. I geografi arabi Ibn Khordadbeh (intorno all'847) e Ibn al-Faqih (intorno al 903) menzionano il thema affermando che si estendeva "dalle lunghe mura [il muro anastasiano]" al thema di Macedonia, e a nord fino allo stato dei Bulgari, annoverando 10 luoghi fortificati e 5 000 truppe. I confini del thema fluttuarono, come del resto l'intera frontiera settentrionale dell'Impero bizantino, nel corso delle guerre bulgaro-bizantine. Inizialmente il thema comprendeva gran parte dell'antica diocesi di Tracia, ad eccezione del territorio lungo il Danubio occupato dai Bulgari (Mesia Inferiore), ma in seguito alle conquiste di Krum (r. 803–814), Omurtag (r. 814–831) e Simeone (r. 893–927) il confine si spostò gradualmente a sud dei Monti Balcani fino a coincidere grossomodo con l'odierno confine bulgaro con la Grecia e la Turchia. Dunque, verso l'inizio del X secolo, il thema comprendeva essenzialmente la metà orientale dell'odierna Tracia orientale, anche se si estendeva a nord lungo la costa comprendendo Anchialo.
A partire dall'XI secolo, la Tracia e la Macedonia risultano essere state accorpate in più occasioni, come attestato da numerosi strategoi e giudici (kritai) con giurisdizione su entrambi i themata. Il nome cadde in disuso come termine amministrativo nel corso del Periodo paleologo, ma venne usato anche successivamente da alcuni storici dell'epoca come termine antiquato.